# Eurytoma flavimana
Eurytoma flavimana är en stekelart som beskrevs av Karl Henrik Boheman 1836. Eurytoma flavimana ingår i släktet Eurytoma och familjen kragglanssteklar. Arten är reproducerande i Sverige. Inga underarter finns listade i Catalogue of Life.